# Цыпка (река)
Статью о селе Цыпка см. Цыпка.
Цы́пка — река в России, протекает по Туапсинскому району Краснодарского края. Правый приток реки Туапсе.

## География
Река берёт начало на южном склоне горы Агой, течёт в южном направлении и впадает в реку Туапсе у села Цыпка. Устье реки Цыпка расположено в 14 км по правому берегу реки Туапсе. Длина реки составляет 10 км, водосборная площадь — 35,4 км². Река имеет несколько мелких притоков.

## Данные водного реестра
По данным государственного водного реестра России относится к Кубанскому бассейновому округу, водохозяйственный участок реки — реки бассейна Чёрного моря от западной границы бассейна реки Пшада до восточной границы реки Дедеркай. Речной бассейн реки — бассейн Чёрного моря.